# Johnny Jones
John "Johnny" Jones (Washington D. C., 13 de marzo de 1943) es un exjugador de baloncesto estadounidense que disputó una temporada en la NBA, otra más en la ABA, mientras que el resto de su carrera transcurrió en la EBA. Con 2,01 metros de estatura, jugaba en la posición de Ala-pívot.

## Trayectoria deportiva

### Universidad
Jugó durante su etapa universitaria con los Golden Eagles de la Universidad Estatal de California, Los Ángeles, siendo uno de los cuatro jugadores que han salido de sus aulas en participar en la NBA o en la ABA.

### Profesional
Tras no ser elegido en el Draft de la NBA, fichó como agente libre en octubre de 1967 por los Boston Celtics, donde en su única temporada en el equipo consiguió el anillo de campeón, tras derrotar en las Finales a Los Angeles Lakers por 4-2, promediando en temporada regular 4,2 puntos y 2,2 rebotes por partido.
Al año siguiente no fue protegido por su franquicia, entrando en el Draft de Expansión por la llegada de nuevos equipos a la liga, siendo elegido por los Milwaukee Bucks, quienes finalmente desecharon su fichaje. Cambió de liga para fichar por los Kentucky Colonels de la ABA, pero solo llegó a jugar 15 partidos, en los que promedió 7,0 puntos y 4,0 rebotes.
Jugó posteriormente siete temporadas en la EBA, logrando sendos campeonatos en 1971 y 1975.

## Estadísticas de su carrera en la NBA y la ABA

### Temporada regular
| Temporada | Edad | Equipo            | Liga  | P  | TIT | MIN  | TC  | TCA | %TC  | 3P  | 3PA | %3P  | TL  | TLA | %TL  | R.OF. | R.DEF. | REB | ASIS | ROB | TAP | PER | FP  | PTS |
| 1967-68   | 24   | Boston Celtics    | NBA   | 51 |     | 9.3  | 1.7 | 5.0 | .340 |     |     |      | 0.8 | 1.3 | .618 |       |        | 2.2 | 0.5  |     |     |     | 1.2 | 4.2 |
| 1968-69   | 25   | Kentucky Colonels | ABA   | 29 |     | 15.5 | 2.8 | 7.3 | .380 | 0.0 | 0.1 | .000 | 1.4 | 2.4 | .577 | 1.9   | 2.2    | 4.0 | 1.2  |     |     | 1.3 | 1.8 | 7.0 |
| Total     |      |                   | TOTAL | 80 |     | 11.6 | 2.1 | 5.8 | .358 | 0.0 | 0.1 | .000 | 1.0 | 1.7 | .597 | 1.9   | 2.2    | 2.9 | 0.8  |     |     | 1.3 | 1.4 | 5.2 |
|           |      |                   | NBA   | 51 |     | 9.3  | 1.7 | 5.0 | .340 |     |     |      | 0.8 | 1.3 | .618 |       |        | 2.2 | 0.5  |     |     |     | 1.2 | 4.2 |
|           |      |                   | ABA   | 29 |     | 15.5 | 2.8 | 7.3 | .380 | 0.0 | 0.1 | .000 | 1.4 | 2.4 | .577 | 1.9   | 2.2    | 4.0 | 1.2  |     |     | 1.3 | 1.8 | 7.0 |

### Playoffs
| Temporada | Edad | Equipo         | Liga | P | MIN | TCA | TC | 3PA | 3P | TLA | TL | R.OF. | REB | ASIS | ROB | TAP | PER | FP | PTS | %TC  | %3P | %FT | MIN | PTS | REB | AST |
| 1967-68   | 24   | Boston Celtics | NBA  | 5 | 10  | 3   | 6  |     |    | 0   | 0  |       | 4   | 0    |     |     |     | 2  | 6   | .500 |     |     | 2.0 | 1.2 | 0.8 | 0.0 |
| Total     |      |                | NBA  | 5 | 10  | 3   | 6  |     |    | 0   | 0  |       | 4   | 0    |     |     |     | 2  | 6   | .500 |     |     | 2.0 | 1.2 | 0.8 | 0.0 |